# Saturn Awards 2012
La 38ª edizione dei Saturn Awards si è svolta il 26 luglio 2012 a Burbank in California, per premiare le migliori produzioni cinematografiche del 2011.

## Candidati e vincitori
I vincitori sono indicati in grassetto, a seguire gli altri candidati.

### Film

#### Miglior film di fantascienza
- L'alba del pianeta delle scimmie (Rise of the Planet of the Apes), regia di Rupert Wyatt
- I guardiani del destino (The Adjustment Bureau), regia di George Nolfi
- Captain America - Il primo Vendicatore (Captain America: The First Avenger), regia di Joe Johnston
- Limitless, regia di Neil Burger
- Super 8, regia di J. J. Abrams
- X-Men - L'inizio (X-Men: First Class), regia di Matthew Vaughn

#### Miglior film fantasy
- Harry Potter e i Doni della Morte - Parte 2 (Harry Potter and the Deathly Hallows - Part 2), regia di David Yates
- Hugo Cabret (Hugo), regia di Martin Scorsese
- Immortals, regia di Tarsem Singh Dhandwar
- Midnight in Paris, regia di Woody Allen
- I Muppet (The Muppets), regia di James Bobin
- Thor, regia di Kenneth Branagh

#### Miglior film horror/thriller
- Millennium - Uomini che odiano le donne (The Girl with the Dragon Tattoo), regia di David Fincher
- Contagion è un film del 2011 diretto da Steven Soderbergh
- The Devil's Double, regia di Lee Tamahori
- The Grey, regia di Joe Carnahan
- Take Shelter, regia di Jeff Nichols
- La cosa (The Thing), regia di Matthijs van Heijningen Jr.

#### Miglior film d'azione/avventura
- Mission: Impossible - Protocollo fantasma (Mission: Impossible - Ghost Protocol), regia di Brad Bird
- Fast & Furious 5 (Fast Five), regia di Justin Lin
- The Lincoln Lawyer, regia di Brad Furman
- Red Tails, regia diAnthony Hemingway
- Sherlock Holmes - Gioco di ombre (Sherlock Holmes: A Game of Shadows), regia di Guy Ritchie
- War Horse, regia di Steven Spielberg

#### Miglior attore
- Michael Shannon - Take Shelter
- Antonio Banderas - La pelle che abito (La piel que habito)
- Dominic Cooper - The Devil's Double
- Tom Cruise - Mission: Impossible - Protocollo fantasma (Mission: Impossible - Ghost Protocol)
- Chris Evans - Captain America - Il primo Vendicatore (Captain America: The First Avenger)
- Ben Kingsley - Hugo Cabret (Hugo)

#### Miglior attrice
- Kirsten Dunst - Melancholia
- Jessica Chastain - Take Shelter
- Rooney Mara - Millennium - Uomini che odiano le donne (The Girl with the Dragon Tattoo)
- Brit Marling - Another Earth
- Keira Knightley - A Dangerous Method
- Elizabeth Olsen - La fuga di Martha (Martha Marcy May Marlene)

#### Miglior attore non protagonista
- Andy Serkis - L'alba del pianeta delle scimmie (Rise of the Planet of the Apes)
- Ralph Fiennes - Harry Potter e i Doni della Morte - Parte 2 (Harry Potter and the Deathly Hallows - Part 2)
- Alan Rickman - Harry Potter e i Doni della Morte - Parte 2 (Harry Potter and the Deathly Hallows - Part 2)
- Harrison Ford - Cowboys & Aliens
- Tom Hiddleston - Thor
- Stanley Tucci - Captain America - Il primo Vendicatore (Captain America: The First Avenger)

#### Miglior attrice non protagonista
- Emily Blunt - I guardiani del destino (The Adjustment Bureau)
- Elena Anaya - La pelle che abito (La piel que habito)
- Charlotte Gainsbourg - Melancholia
- Paula Patton - Mission: Impossible - Protocollo fantasma (Mission: Impossible - Ghost Protocol)
- Lin Shaye - Insidious
- Emma Watson - Harry Potter e i Doni della Morte - Parte 2 (Harry Potter and the Deathly Hallows - Part 2)

#### Miglior attore emergente
- Joel Courtney - Super 8
- Asa Butterfield - Hugo Cabret (Hugo)
- Chloë Grace Moretz - Hugo Cabret (Hugo)
- Elle Fanning - Super 8
- Dakota Goyo - Real Steel
- Saoirse Ronan - Hanna

#### Miglior regia
- J. J. Abrams - Super 8[5]
- Brad Bird - Mission: Impossible - Protocollo fantasma (Mission: Impossible - Ghost Protocol)
- Martin Scorsese - Hugo Cabret (Hugo)
- Steven Spielberg - Le avventure di Tintin - Il segreto dell'Unicorno (The Adventures of Tintin)
- Rupert Wyatt - L'alba del pianeta delle scimmie (Rise of the Planet of the Apes)
- David Yates - Harry Potter e i Doni della Morte - Parte 2 (Harry Potter and the Deathly Hallows - Part 2)

#### Miglior sceneggiatura
- Jeff Nichols - Take Shelter
- J. J. Abrams - Super 8
- Woody Allen - Midnight in Paris
- Mike Cahill e Brit Marling - Another Earth
- Rick Jaffa e Amanda Silver - L'alba del pianeta delle scimmie (Rise of the Planet of the Apes)
- John Logan - Hugo Cabret (Hugo)

#### Miglior scenografia
- Dante Ferretti - Hugo Cabret (Hugo)
- Stuart Craig - Harry Potter e i Doni della Morte - Parte 2 (Harry Potter and the Deathly Hallows - Part 2)
- Tom Foden - Immortals
- Rick Heinrichs - Captain America - Il primo Vendicatore (Captain America: The First Avenger)
- Kim Sinclair - Le avventure di Tintin - Il segreto dell'Unicorno (The Adventures of Tintin: The Secret of the Unicorn)
- Bo Welch - Thor

#### Miglior montaggio
- Paul Hirsch - Mission: Impossible - Protocollo fantasma (Mission: Impossible - Ghost Protocol)
- Maryann Brandon e Mary Jo Markey - Super 8
- Mark Day - Harry Potter e i Doni della Morte - Parte 2 (Harry Potter and the Deathly Hallows - Part 2)
- Michael Kahn - Le avventure di Tintin - Il segreto dell'Unicorno (The Adventures of Tintin: The Secret of the Unicorn)
- Kelly Matsumoto, Fred Raskin e Christian Wagner - Fast Five
- Thelma Schoonmaker - Hugo Cabret (Hugo)

#### Miglior colonna sonora
- Michael Giacchino - Super 8
- Michael Giacchino - Mission: Impossible - Protocollo fantasma (Mission: Impossible - Ghost Protocol)
- Howard Shore - Hugo Cabret (Hugo)
- Alan Silvestri - Captain America - Il primo Vendicatore (Captain America: The First Avenger)
- John Williams - Le avventure di Tintin - Il segreto dell'Unicorno (The Adventures of Tintin: The Secret of the Unicorn)
- John Williams - War Horse

#### Miglior costumi
- Alexandra Byrne - Thor
- Jenny Beavan - Sherlock Holmes - Gioco di ombre (Sherlock Holmes: A Game of Shadows)
- Lisy Christl - Anonymous
- Sandy Powell - Hugo Cabret (Hugo)
- Anna B. Sheppard - Captain America - Il primo Vendicatore (Captain America: The First Avenger)
- Jany Temime - Harry Potter e i Doni della Morte - Parte 2 (Harry Potter and the Deathly Hallows: Part 2)

#### Miglior trucco
- Dave Elsey, Fran Needham e Conor O'Sullivan - X-Men - L'inizio (X-Men: First Class)
- Shaun Smith e Scott Wheeler - Conan the Barbarian
- Nick Dudman e Amanda Knight - Harry Potter e i Doni della Morte - Parte 2 (Harry Potter and the Deathly Hallows - Part 2)
- Annick Chartier, Adrien Morot e Nikoletta Skarlatos - Immortals
- David Martí e Kazuhiro Tsuji - La pelle che abito (La piel que habito)
- Tom Woodruff Jr. e Alec Gillis - La cosa (The Thing)

#### Migliori effetti speciali
- Dan Lemmon, Joe Letteri, R. Christopher White e Daniel Barrett - L'alba del pianeta delle scimmie (Rise of the Planet of the Apes)
- Scott E. Anderson, Matt Aitken, Joe Letteri, Matthias Menz e Keith Miller - Le avventure di Tintin - Il segreto dell'Unicorno (The Adventures of Tintin)
- Mark Soper, Christopher Townsend e Paul Corbould - Captain America - Il primo Vendicatore (Captain America: The First Avenger)
- Scott Benza, John Frazier, Matthew Butler e Scott Farar - Transformers 3 (Transformers: Dark of the Moon)
- Tim Burke, Greg Butler, John Richardson e David Vickery - Harry Potter e i Doni della Morte - Parte 2 (Harry Potter and the Deathly Hallows - Part 2)
- Steven Riley, Russell Earl, Kim Libreri e Dennis Muren - Super 8

#### Miglior film internazionale
- La pelle che abito (La piel que habito), regia di Pedro Almodóvar ( Spagna)
- Attack the Block - Invasione aliena (Attack the Block), regia di Joe Cornish ( Danimarca/ Germania/ Francia/ Svezia/ Italia)
- Largo Winch, regia di Jérôme Salle ( Francia)
- Melancholia, regia di Lars von Trier ( Francia/ Regno Unito)
- Point Blank (À bout portant), regia di Fred Cavayé ( Francia)
- Troll hunter (Trolljegeren), regia di André Øvredal ( Norvegia)

#### Miglior film d'animazione
- Il gatto con gli stivali (Puss in Boots), regia di Chris Miller
- Le avventure di Tintin - Il segreto dell'Unicorno (The Adventures of Tintin: The Secret of the Unicorn), regia di Steven Spielberg
- Cars 2, regia di John Lasseter
- Kung Fu Panda 2, regia di Jennifer Yuh
- Rango, regia di Gore Verbinski
- Rio, regia di Carlos Saldanha

### Televisione

#### Miglior serie televisiva trasmessa da una rete
- Fringe
- A Gifted Man
- Grimm
- C'era una volta (Once Upon a Time)
- Supernatural
- Terra Nova

#### Miglior serie televisiva trasmessa via cavo
- Breaking Bad
- American Horror Story
- The Closer
- Dexter
- Leverage - Consulenze illegali (Leverage)
- True Blood

#### Miglior presentazione televisiva
- The Walking Dead
- Camelot
- Falling Skies
- Il Trono di Spade (Game of Thrones)
- The Killing
- Torchwood: Miracle Day
- Trek Nation

#### Miglior serie televisiva per giovani
- Teen Wolf
- Being Human
- Doctor Who
- Le nove vite di Chloe King (The Nine Lives of Chloe King)
- The Secret Circle
- The Vampire Diaries

#### Miglior attore in una serie televisiva
- Bryan Cranston - Breaking Bad
- Sean Bean - Il Trono di Spade (Game of Thrones)
- Michael C. Hall - Dexter
- Timothy Hutton - Leverage - Consulenze illegali (Leverage)
- Dylan McDermott - American Horror Story
- Noah Wyle - Falling Skies

#### Miglior attrice in una serie televisiva
- Anna Torv - Fringe
- Mireille Enos - The Killing
- Lena Headey - Il Trono di Spade (Game of Thrones)
- Jessica Lange - American Horror Story
- Eve Myles - Torchwood: Miracle Day
- Kyra Sedgwick - The Closer

#### Miglior attore non protagonista in una serie televisiva
- Aaron Paul - Breaking Bad
- Giancarlo Esposito - Breaking Bad
- Kit Harington - Il Trono di Spade (Game of Thrones)
- Joel Kinnaman - The Killing
- John Noble - Fringe
- Bill Pullman - Torchwood: Miracle Day
- Norman Reedus - The Walking Dead

#### Miglior attrice non protagonista in una serie televisiva
- Michelle Forbes - The Killing
- Lauren Ambrose - Torchwood: Miracle Day
- Jennifer Carpenter - Dexter
- Frances Conroy - American Horror Story
- Lana Parrilla - C'era una volta (Once Upon a Time)
- Beth Riesgraf - Leverage - Consulenze illegali (Leverage)

#### Miglior guest star in una serie televisiva
- Tom Skerritt - Leverage - Consulenze illegali (Leverage)
- Steven Bauer - Breaking Bad
- Orla Brady - Fringe
- Mark Margolis - Breaking Bad
- Edward James Olmos - Dexter
- Zachary Quinto - American Horror Story

### Home video

#### Miglior DVD/Blu-ray (film)
- Atlas Shrugged: Part I
- The Perfect Host
- 13 - Se perdi... muori (13)
- City of Life and Death (Nanjing! Nanjing!)
- The Double
- Bulletproof Man (Kill the Irishman)
- The Reef

#### Miglior edizione speciale DVD/Blu-ray
- Giorgio Moroder Presents Metropolis
- Quarto potere (Citizen Kane) - 70º anniversario
- Mimic
- Il fantasma dell'Opera (The Phantom of the Opera)
- Le avventure di Rocketeer (The Rocketeer) - 20º anniversario
- Willy Wonka e la fabbrica di cioccolato (Willy Wonka & the Chocolate Factory) - 40º anniversario

#### Miglior DVD/Blu-ray (serie TV)
- Spartacus - Gli dei dell'arena (Spartacus: Gods of the Arena)
- La donna bionica (The Bionic Woman) - stagione 2 e 3
- Camelot  - stagione 1
- Farscape
- Nikita - stagione 1
- Ai confini della realtà (The Twilight Zone) - stagione 3 e 5

#### Miglior collezione DVD/Blu-ray
- Stanley Kubrick: The Essential Collection
- Jurassic Park Ultimate Trilogy
- The Lord of the Rings: The Motion Picture Trilogy
- Star Wars: The Complete Saga
- Superman: The Motion Picture Anthology, 1978-2006

## Premi speciali
- George Pal Memorial Award: Martin Scorsese
- Life Career Award: Frank Oz e James Remar
- Filmmakers Showcase Award: Drew Goddard
- Milestone Award: I Simpson (The Simpsons)
- Innovator Award: Robert Kirkman
- Appreciation Award: Jeffrey Ross - per aver presentato i Saturn Awards